# アンネリーゼ・ミシェル
アンネリーゼ・ミシェル（ドイツ語: Anneliese Michel, 1952年9月21日 - 1976年7月1日) は1975年にカトリック教会の悪魔祓い儀式・エクソシズムを受けたドイツ人女性。翌1976年に死亡した。
この事件で行われた悪魔祓いの儀式は、400年前の儀式書によるもので、そのいくつかは18世紀以来、滅多に見られないものであり、このようなカトリック教会の異例とも言える決定がマスコミの注目を浴びた。映画 「エミリー・ローズ」 はこの事件をモチーフとして取り入れている。精神医学の世界ではこの事件を精神障害の誤認、怠慢、虐待、そして宗教的ヒステリーの一例として挙げられている。
なお、儀式の最中アンネリーゼに取り憑いたとされる「悪魔」はカトリック教会の重要な問題について様々なことを語ったとされている。

## 幼年期・学生時代
アンネリーゼ・ミシェルこと、アンナ・エリザベート・ミヒェルまたはアンネリーゼ・ミヒェルは1952年9月21日に旧ドイツ連邦共和国、バイエルン州、ライプルフィングのカトリック信徒の家庭に生まれた。アンネリーゼはヨーゼフとアンナ夫妻と3人の姉妹たちの元で育った。彼女はとても信心深く、教会のミサに週に2度、通っていた。
アンネリーゼは16歳の時、激しい痙攣に悩まされ、側頭葉てんかんであると診断された。1973年、アンネリーゼは高校を卒業し、ヴュルツブルク大学に進学した。後に同級生たちはアンネリーゼについて「引っ込みじあんだが、とても信心深い」と語っている。

## 精神医学的治療
1970年6月、アンネリーゼは入院していた精神病院で発作を3回起こし、悩まされていた。アンネリーゼは、この時初めてフェニトイン薬を含む痙攣に効く薬の処方をされた。この薬はクロルプロマジンに類似しており、精神分裂症を含む様々な精神病や、精神障害のある行動をする患者に処方されるものである。アンネリーゼは1日の様々な時間帯で「悪魔の顔」が見えると話し始めた。その同じ月にアンネリーゼはプロペリシアジン薬を処方された。この薬もクロルプロマジンに類似したもので、同じように精神分裂症などの精神病や精神障害行動のある患者に処方される。アンネリーゼの症状は妄想を起こす精神状態だと考えられていた。1973年にアンネリーゼは、うつ病の症状になり、アンネリーゼは祈っている間に幻聴がすると訴え始め、彼女が「呪われている」「めちゃくちゃ腐っていく」と言う声が聞こえ、これに悩まされた。
精神病院での処置でアンネリーゼの病状は回復に向かうことはなく、ますます悪化した。長期治療も効果もなく、アンネリーゼは医学的治療にますます失望感を募らせた。信心深いカトリック信徒である彼女は、この症状は悪魔によるものだと考え始めた。アンネリーゼはキリスト教に関する場所や十字架のような聖品に拒否反応を示すようになった。
アンネリーゼは親しくしている友人と一緒にサン・ジョルジョ・ピアチェンティーノへ行った。この地はカトリック教会非公認の「聖なる場所」であり、アンネリーゼとこの友人は、ここのような場所を定期的に巡礼していた。 アンネリーゼは、十字架を通り過ぎることができなくなったり、聖なる泉とされる場所からの湧水を飲むのに拒否するようになった。これらの様子から、アンネリーゼと同行したこの友人は、アンネリーゼが悪魔に憑依されていると考えるようになった。アンネリーゼとその家族もそのように確信するようになり、何人かのカトリック教会の司祭に相談し、悪魔祓いをして欲しいと頼んだ。
その司祭たちはこれを丁重に断り、医学的治療を続けるよう勧め、家族には悪魔祓いは司教の許可が必要なことを知らせた。カトリック教会における悪魔祓いの公的な許可においては、ある特定の人物が、教会で悪魔が憑依している場合に見られると定めた条件に当てはまった場合に、ここで初めて、カトリック教会は「その人物が悪魔の憑依によって苦しめられ、悪魔に支配されている状態」だと見做す。十字架のような教会関係の物に対する激しい嫌悪や、「超自然的な力」が見られるのは、悪魔に支配されている状態を示すいくつかの初期症状である。
アンネリーゼの身体的な症状は悪化し、自分自身の尿を飲んだり、昆虫を食べる行動をとるなど自己損傷に向かう攻撃的症状が見られるようになった。1973年11月には、アンネリーゼに対しカルバマゼピン薬の投与が始められた。これは発作を押さえ、激しい持続的な気分の変化を特徴とする気分障害、典型的な双極性障害の治療に用いられる気分安定薬である。アンネリーゼには彼女が悪魔祓いの儀式を受けている期間にも抗精神病薬の投与がされており、彼女が死亡する直前までそれらの薬を頻繁に服用していた。

## 悪魔祓いの儀式とアンネリーゼの死

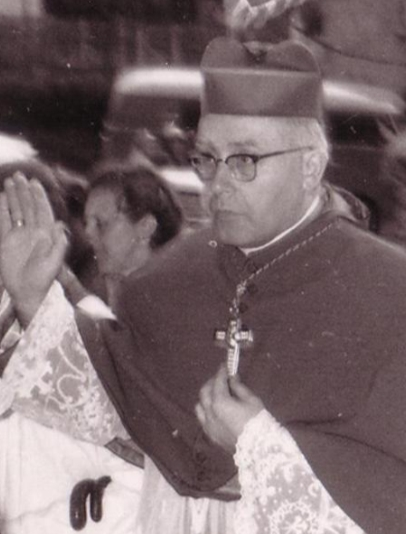
ヨーゼフ・シュタングル（Josef Stangl）司教（1959年5月）：アンネリーゼに対する悪魔祓いの儀式を秘密裏に行うことを承認した。

アンネリーゼの両親に会った司祭のエルンスト・アルト（Ernst Alt）神父は、アンネリーゼを見るとすぐに、「彼女は癲癇の患者とは似ていない」とし、そしてアルト神父はアンネリーゼが発作を起こしたところを見ていないと宣言した。
アルト神父は アンネリーゼが悪魔に支配されているために苦しんでいると確信し、地元の司教に対して悪魔祓いの儀式を許可してほしいと訴えた。1975年にアンネリーゼが書いた神父宛ての手紙には「私には何でもありません。私に関することはすべて、うぬぼれです。私がすべきこと、私が解決しなければならない。あなたは私のために祈ってくれる」そしてアンネリーゼは一度、神父にこう言った。「私は、他の人のために苦しむことを望みます。しかし、これはとても残酷です」
1975年の9月、ヨーゼフ・シュタングル（Josef Stangl）司教は、司祭のアルノルト・レンツ（Arnold Renz）神父がカトリック教会の1614年版儀式書に基づいて悪魔祓いの儀式を行うことを承諾し、但しこれは、秘密裏に行うよう命じた
レンツ神父は同年9月24日に悪魔祓いの儀式で最初のセッションを行った。アンネリーゼの両親は医学的治療を探すことを止めて悪魔祓いの儀式のみに頼ることとした。悪魔祓いの儀式の67セッションは、1975年から1976年にかけて約10ヵ月間、1週間に１、2回のセッションが行われ、そのセッションは最高4時間かかるものだった
アンネリーゼは「今日の我儘な若者たちや、現代におけるカトリック教会の背教的な司祭たちのために、死んで償うこと」について、話し始め、それは日を追うごとに増えていった。そして最後まで食べることを拒んだ。
1976年7月1日、アンネリーゼは自宅で死亡した。 その 検死の結果報告書によると、死因は悪魔払いの儀式が行われたほぼ一年半の間に、アンネリーゼが半飢餓状態となったことによる栄養失調と脱水であり、アンネリーゼの体重は30キログラムで、連続して跪く礼拝をしたことで足の脛は骨折していた。アンネリーゼは誰かの手を借りずに動くことができず、肺炎を病んでいたとしている。

## 起訴
州の検察官は、この事件の調査をした後に、アンネリーゼの死はその1週前にでも防止することが可能であったと主張した
。州当局は、1976年にアンネリーゼの両親と悪魔祓いの儀式を行ったアルト司祭及びレンツ司祭を過失致死傷罪で起訴した。
この事件が法廷で争われている間、アンネリーゼの遺体は発掘され、彼女の死因とされた11ヵ月間以上の悪魔祓いについて、この儀式を録音したテープが法廷で再生された。アンネリーゼの両親側の弁護士はエーリヒ・シュミット＝ライヒナー（Erich Schmidt-Leichner）が担当した。州当局はこの事件の関係者たちを拘留せず、両親は「十分に苦しんだ」ため免罪されるべきとし、同時に２人の司祭に罰金刑を求刑した  。これはドイツ刑法典第60条によるものである。

### 裁判
裁判は地方裁判所において1978年3月30日に始まり、大きな関心を呼んだ。この裁判が開かれる前に医師たちは、アンネリーゼが憑依されてはおらず、彼女が厳しいキリスト教のしつけを受けていたことや癇癪が原因となり、それで起こった心理的な効果によるものである、と証言していた。しかしアルト司祭から医学的な方面で援助を求められていたリヒャルト・ロート博士（Dr. Richard Roth）は、悪魔祓いの儀式中に「悪魔に効く注射はないんだよ。アンネリーゼ」と彼女に話したとされている。
2人の司祭たちにはカトリック教会によって雇われた弁護士がつけられ、アンネリーゼの両親側弁護士シュミット＝ライヒナーは「悪魔祓いの儀式は合法であり、ドイツ民主共和国の基本法により保護される市民が宗教的信条において行う活動は、その制限をされない」と訴えた。弁護側は、アンネリーゼが悪魔に乗り移られたという彼らの主張を力説するため、悪魔祓いの儀式中に録音されたテープを再生し、時々「悪魔が話している」とされる箇所を取り上げた。
レンツ神父の証言によると、アンネリーゼに憑依した悪魔は6体であり、憑依した悪魔たちは自ら、身元を明らかにして、その中から「ルシファー」、「カインとアベル兄弟」の 「カイン」、「イスカリオテのユダ」、「 アドルフ・ヒトラー」、「ネロ」については特定できたとした。アンネリーゼに憑依した悪魔は、彼女の口から低い唸り声と呪いの言葉を発したが、ヒトラーを名乗る霊は、「ジークハイル」を何度も繰り返したので、見分けがついた、と証言した。アルト神父は悪魔祓いの儀式中に、アンネリーゼの身体が危険な状態になったとは一度も考えなかったし、もしそのような状態だと思ったら、直ちに医学的な治療を求めていたと証言し、なぜ医師を呼ばなかったのかとの問いに対し、悪魔祓いの儀式は医学的な諸問題が起きないように行われていることとなっており、そのように進められたと証言した。また、アンネリーゼが悪魔に憑依されていると確信しており、司祭たちに悪魔を追い出すよう求めたとも証言した。司祭らはアンネリーゼがまさに死ぬ直前、悪魔祓いの儀式で完全に自由になったことを取り上げた。
シュタングル司教は、自分が悪魔祓いの儀式を許諾した時、アンネリーゼは健康が危惧される状態だったことを知らなかったと話し、証言をしていない。被告人たちは怠慢による過失致死罪として有罪、6ヵ月の拘留（後に保留となる）、3年の執行猶予とする判決が言い渡された。
しかしながら検察側の求刑は、2人の司祭たちについては罰金刑のみ、両親は犯罪性のみ認めて、求刑はしないとするものだったが、この判決により言い渡された刑は、それより重い量刑であった。カトリック教会が、このような旧式の悪魔祓い儀式を許諾したことについて、マスコミが注目した。この事件は精神障害の誤認、怠慢、虐待、そして宗教的ヒステリーと位置付けられている。

## 裁判後

### 遺体の発掘
公判後、アンネリーゼの両親は、自分たちの娘の遺体を発掘することについて、当局に許可申請をした。 両親によって当局に提示された表向きの理由は、アンネリーゼの埋葬が不当に早急で、使用した棺が安いものであったためとしていた。埋葬して約2年後の1978年2月25日 、アンネリーゼの遺体は、錫で裏打ちされたオーク材の棺に納め直された。 これは、アンネリーゼの両親が 南バイエルン州のアルゴイ(Allgäu)方面からきたカルメル会 の修道女より、「自分が見たビジョンによると、あなたたちの娘の体は腐敗を免れている状態であり、それはこの事件が超自然的な出来事であることを記すものである。」と告げられたことから行われたものだった。これについて当局は、その遺体には一貫して腐敗が進行している兆候が見られたと発表している。被告とされた司祭たちはアンネリーゼの遺体を見ることを思い止まった。アルノルト・レンツ神父は自分が遺体安置室に入ることを拒否されたと話している。

### 書籍の出版と映画
このアンネリーゼ・ミシェル事件について、その詳細を描いた本が2冊出されている。一冊はホセ・アントニオ・フォルテア神父( Fr. Jose Antonio Fortea)、ローレンス・E・J・U・ルブラン(Lawrence E.U. LeBlanc)による「アンネリーゼ・ミシェル：悪魔憑依事件の真相」(A true story of a case of demonic possession)で、もう一冊はフェリシタス・D・グッドマン博士(Dr. Felicitas D. Goodman)による「アンネリーゼ・ミシェルのエクソシズム」(The exorcism of Anneliese Michel)である。また、「エミリー・ローズのエクソシズム」(The Exorcism of Emily Rose)、「レクイエム」(Requiem)「アンネリーゼ：エクソシズムテープ」(Anneliese: The Exorcist Tapes)などの映画やドキュメンタリーも制作されている。これらの映画には制作上の創作が数多く細部に入れられているが、これとは別に、アンネリーゼ・ミシェルの悪魔祓いの儀式中に録音された音声テープが数多くある。これは後年、正規のルートではなくリーク情報として、一般に流通したものである。これらによって事件の詳細がさらに明らかにされていった。

### 事件の余波
アンネリーゼの墓標には、近隣の人々がお参りに来るようになり、アンネリーゼを巡礼する者たちにとって、この墓標はその目印となった。イエズス会の司祭で、精神科医のウルリヒ・ニーマン(Ulrich Niemann)神父は、この悪魔祓いの儀式に関する事件について、ワシントン・ポスト紙に次のように話している。「医師として私が言うのは、悪魔に体を乗っ取られるということはないということです。私の見解では、これは精神障害です。私は悪魔に憑依されたとされる方たちと祈ります。でもそれだけでは助かりません。精神科医として、悪魔に憑依されたとする方たちを扱わなければいけません。しかし同時に、この患者が東ヨーロッパ出身で、悪霊に祟られていると信じている時、その人の信念体系を無視することは間違いでしょう。」ニーマン神父は 自分がエクソシスト・悪魔祓いであるとは思わないし、1614年の儀典書に従って儀式を行うこともないと語った。
ヨハネ・パウロ2世は、1999年に、特殊なケースを除き悪魔祓いの儀式を行うことをより厳しく規制した。しかしベネディクト16世は、悪魔祓いの儀式を前教皇の時より広く支持した。しかし、これにもかかわらず、ドイツにおいては公式に認可された悪魔払いの儀式の数が、減少している。これはアンネリーゼの事件からのことである 。
「エミリー・ローズ」（これは悪魔祓いの儀式ではなく、法廷に焦点を当てている）、「レクイエム(2006)」（Requiem 2006）そして「アンネリーゼ」（Anneliese）の3本の映画は、アンネリーゼの話をモチーフとして作られている 。
2013年、アンネリーゼが住んでいた家が火災で焼け落ちた。地方警察によればこれは放火であるとされているが、地元の人々は、これは悪魔祓いの事件によるものだと考えた。

## ノート
1. ↑  "In Nov '73, exorcism expert Jesuit priest :de:Adolf Rodewyk